# 黔西站
黔西站，位于中华人民共和国贵州省毕节市黔西县莲城街道双桥社区，是成贵客运专线上的高铁站，成都局集团贵阳车务段管辖。

## 车站结构
黔西站设一座面积9994平方米的线侧平式站房，候车厅分两层，站场设2台6线。

## 車站周邊
- 黔西客运站
- 贵州同心商贸城
- 凤凰山公园

## 歷史
- 2019年12月16日通车启用。

## 外部連結
- 中国铁路客户服务中心（页面存档备份，存于）